# Andreas Aidius
Andreas Aidius – szkocki filozof i poeta łaciński, agent polityczny króla Jakuba I, profesor Gimnazjum Akademickiego w Gdańsku na początku XVII wieku.

## Życiorys
Pochodził z Aberdeen. Odbył studia filozoficzne w Heidelbergu, gdzie zgłębiał przede wszystkim nauki Arystotelesa. Należał do perypatetyków. Przez jakiś czas pracował w charakterze nauczyciela filozofii we Francji, gdzie propagował teksty Arystotelesa.
Jesienią 1609 decyzją Rady Miasta Gdańska powołany został na profesora filozofii w miejscowym Gimnazjum Akademickim. Przyszło mu zastąpić cieszącego się europejską sławą Bartłomieja Keckermanna, zmarłego w lipcu tego roku. Ówcześnie w tym mieście nie brakowało mieszkańców Wysp Brytyjskich, ale byli to przede wszystkim rzemieślnicy i kupcy, nie wykazujący zainteresowania nauką. Obecność Anglików i Szkotów sprawiła, że o ich interesy dbały dwory władców angielskich, utrzymujące swoich agentów. 
Swoją obecność w Gdańsku Aidius rozpoczął od przyłączenia się do literackich gratulacji dla innego z nauczycieli Gimnazjum, filologa klasycznego i bibliotekarza Andrzeja Dasiusa, który w październiku 1609 ożenił się. Aidius dedykował koledze krótki wiersz łaciński Quid sit et de loco purgatoris aenigma. 
Do obowiązków nauczycielskich Aidiusa w Gdańsku należało prowadzenie zajęć – wykładów i ćwiczeń – z logiki, etyki i metafizyki, a także opieka nad studentami piszącymi dysertacje i wreszcie prowadzenie publicznych dysput nad tymi pracami. Z kroniki Efraima Praetoriusa wiadomo, że Aidius kierował co najmniej pięcioma publicznymi dysputami, aczkolwiek ze względu na brak programów nauczania Gimnazjum Akademickiego z tamtego okresu oraz fakt, iż nie wszystkie dysertacje publikowano, nie można wykluczyć, że dysput takich odbyło się więcej. W czerwcu 1610 dysertację z zakresu filozofii przyrody (na temat zjawisk naturalnych, np. metali i kopalin) prezentował Ślązak Grzegorz Martini, wychowawca kasztelanica bełskiego Władysława Ostroroga. W 1611 Aidius przewodniczył dysputom na temat prac gdańszczanina Jana Pauliego (De somniis et quae ex iis petuntur divinationibus - "O snach i wyprowadzanych ze snów proroctwach") oraz darłowianina Tomasza Adamusa (De magnaminitate et modestia - "O wielkości i powściągliwości duszy"). W 1612 odbyły się kolejne dysputy pod przewodnictwem Aidiusa: na temat rozprawy De verecundia et continentia ("O skromności i powściągliwości"), której autor nie jest znany, oraz dysertacji z logiki De subiecto et accidente ("O podmiocie i akcydencie"), przygotowanej przez Anglika Tomasza Seroe. Ta ostatnia dysertacja, zawierająca polemikę z poglądami logika francuskiego Petrusa Ramusa, dała okazję Aidiusowi do obrony tradycyjnej logiki arystotelesowskiej.
W 1610 w oficynie Marcina Rhodego Aidius opublikował zbiór dialogów o tematyce pastoralnej Pastoria in decem distributa eclogas. Praca ta powstała prawdopodobnie jeszcze w czasie pobytu autora we Francji. 
Obok pracy pedagogicznej i literackiej Aidius reprezentował w Gdańsku interesy króla Anglii i Szkocji Jakuba I. Prawdopodobnie pozostawał na usługach monarchy już przed przybyciem do Gdańska, o czym może świadczyć pismo króla do Rady Miasta z podziękowaniem za zaangażowanie Aidiusa. Szkot zajmował się m.in. sprawą paszkwili na temat króla, które pojawiły się na ziemiach polskich jako reakcja na prześladowania katolików po spisku prochowym. Już pod koniec 1609 lub na początku 1610 jedną z broszur skierowanych przeciw królowi angielskiemu Aidius znalazł w księgarni gdańszczanina Andrzeja Hünefelda i przesłał do Anglii, o autorstwo oskarżając rektora kolegium jezuitów w Braniewie Franciszka Petrosę, a o inspirację szkockiego jezuitę przebywającego w Braniewie, Roberta Abercrombiusa. W sprawie tej odbył następnie podróż do Anglii, gdzie został przyjęty przez króla Jakuba. Król zasugerował mu zorganizowanie akcji porwania Abercrombiusa. Misja ta ostatecznie nie powiodła się, chociaż wiosną 1611 Aidius był na Warmii i spotkał się z biskupem warmińskim Szymonem Rudnickim, a także jezuitami, być może nawet z samymi oskarżonymi. Efektem starań Aidiusa oraz nowego agenta szkockiego w Gdańsku, Patricka Gordona stała się natomiast konfiskata i spalenie egzemplarzy paszkwilu, znalezionych w księgarni Hünefelda.
Aidius zajmował się także satyrycznym pamiętnikiem Jana Stercoviusa. Tekst, ośmieszający Szkotów i króla Jakuba I, znalazł w dokumentach pozostałych po zmarłym agencie szkockim Williamie Bruce. Sprawa zakończyła się straceniem Stercoviusa w Rastenburgu (Kętrzynie) w 1613.
Niepowodzenie misji porwania braniewskich jezuitów podważyła zaufanie gdańszczan do Aidiusa. Po kilku donosach zmuszony został wiosną 1613 do opuszczenia Gdańska i osiedlenia się w nadreńskim mieście Oppenheim. W 1614 ogłosił tam komentarz do Etyki nikomachejskiej Arystotelesa (Commentarius in Nicomachia seu clavis philisophiae moralis), który okazał się plagiatem. Plagiat udowodnił kilkadziesiąt lat później Jan Michał Reinelius w dysertacji przedstawionej na Uniwersytecie Lipskim w 1673. Reinelius zarzucił Aidiusowi korzystanie nie z tekstów Arystotelesa, a źródeł wtórnych, dowolne przytaczanie poglądów Arystotelesa, wykorzystywanie tekstów Keckermanna i innych autorów bez odpowiedniego odnotowania. Pojawił się również zarzut pogardy dla poprzedników i wywyższania własnej osoby.
Dalsze losy Andreasa Aidiusa nie są znane. Być może pozostawał nadal na usługach króla Jakuba, któremu w jednym z listów rekomendował swoją osobę jako człowieka posłusznego i dyskretnego, posiadającego szerokie znajomości, z wiedzą z zakresu historii, fizyki, medycyny, teologii, znającego liczne państwa oraz szereg języków – francuski, holenderski, polski, włoski, grekę, łacinę, hebrajski.